# Herrarnas turnering i handboll vid olympiska sommarspelen 1976
Herrarnas turnering i handboll vid olympiska sommarspelen 1976 arrangerades mellan 18 juli och 28 juli i Montréal. Elva nationer var med i turneringen. 

## Medaljfördelning
| Gren                | Guld | Silver | Brons |
| Herrarnas turnering | Sovjetunionen Michail Isjtjenko Anatolij Fedyjukin Vladimir Maksimov Sergej Kusjniryjuk Vasilij Ilyjin Vladimir Kravtsov Jurij Klimov Jurij Lagutin Aleksandr Anpilogov Evgenij Tjernysjov Valerij Gassyj Nikolaj Tomin Jurij Kidyjajev Aleksandr Rezanov | Rumänien Cornel Penu Gabriel Kicsid Cristian Gaţu Ghiță Licu Cezar Drăgăniṭă Radu Voinea Roland Gunes Alexandru Fölker Ştefan Birtalan Adrian Cosma Constantin Tudosie Nicolae Munteanu Werner Stöckl Mircea Grabovsci | Polen Andrzej Szymczak Piotr Cieśla Zdzislaw Antczak Zygfryd Kuchta Jerzy Klempel Janusz Brzozowski Ryszard Przybysz Jerzy Melcer Andrzej Sokołowski Jan Gmyrek Henryk Rozmiarek Alfred Kałuziński Włodzimierz Zieliński Mieczysław Wojczak |

## Inledande omgång

### Resultat

#### Grupp A
| Nr | Lag           | S | V | O | F | GM  | IM  | MS  | P  |
| -- | ------------- | - | - | - | - | --- | --- | --- | -- |
| 1  | Sovjetunionen | 5 | 4 | 0 | 1 | 111 | 77  | +34 | 12 |
| 2  | Västtyskland  | 5 | 4 | 0 | 1 | 97  | 76  | +21 | 12 |
| 3  | Jugoslavien   | 5 | 4 | 0 | 1 | 110 | 93  | +17 | 12 |
| 4  | Danmark       | 5 | 2 | 0 | 3 | 92  | 102 | −10 | 6  |
| 5  | Japan         | 5 | 1 | 0 | 4 | 96  | 111 | −15 | 3  |
| 6  | Kanada        | 5 | 0 | 0 | 5 | 75  | 122 | −47 | 0  |

| Hemma \ Borta | Sovjetunionen | Västtyskland | Socialistiska federativa republiken Jugoslavien | Danmark | Japan | Turkiet |
| Sovjetunionen | —             | 18-16        | 18-20                                           | 24-16   | 26-16 | 25-9    |
| Västtyskland  | 16-18         | —            | 18-17                                           | 18-14   | 19-16 | 26-11   |
| Jugoslavien   | 20-18         | 17-18        | —                                               | 25-17   | 26-22 | 22-18   |
| Danmark       | 16-24         | 14-18        | 16-24                                           | —       | 21-17 | 24-18   |
| Japan         | 16-26         | 16-19        | 22-26                                           | 14-21   | —     | 25-19   |
| Kanada        | 9-25          | 11-26        | 18-22                                           | 18-24   | 19-25 | —       |

#### Grupp B
| Nr | Lag             | S | V | O | F | GM | IM  | MS  | P  |
| -- | --------------- | - | - | - | - | -- | --- | --- | -- |
| 1  | Rumänien        | 4 | 3 | 1 | 0 | 91 | 71  | +20 | 10 |
| 2  | Polen           | 4 | 3 | 0 | 1 | 80 | 71  | +9  | 9  |
| 3  | Ungern          | 4 | 2 | 0 | 2 | 92 | 82  | +10 | 6  |
| 4  | Tjeckoslovakien | 4 | 1 | 1 | 2 | 85 | 82  | +3  | 4  |
| 5  | USA             | 4 | 0 | 0 | 4 | 80 | 122 | −42 | 0  |

| Hemma \ Borta   | Rumänien | Polen | Ungern | Tjeckoslovakien | USA   |
| Rumänien        | —        | 17-15 | 23-18  | 19-19           | 32-19 |
| Polen           | 15-17    | —     | 18-16  | 21-18           | 26-20 |
| Ungern          | 18-23    | 16-18 | —      | 22-20           | 36-21 |
| Tjeckoslovakien | 19-19    | 18-21 | 20-22  | —               | 28-20 |
| USA             | 19-32    | 20-26 | 21-36  | 20-28           | —     |

### Sammanfattning
| Nr | Nation |
| -- | --- |
| 1  | Sovjetunionen |
|    | Tränare: Anatoli Yevtushenko |
| 2  | Rumänien |
|    | Tränare: Nicolae Nedef |
| 3  | Polen |
|    | Tränare: Janusz Czerwiński |
| 4  | VästtysklandTränare: Vlado Štencl Gerd Becker Günter Böttcher Heiner Brand Bernhard Busch Joachim Deckarm Arno Ehret Jürgen Hahn Manfred Hofmann Peter Jaschke Peter Kleibrink Kurt Klühspies Rudolf Rauer Horst Spengler Walter von Oepen |
| 5  | JugoslavienTränare: Ivan Snoj Abaz Arslanagić Vlado Bojović Hrvoje Horvat Milorad Karalić Radivoje Krivokapić Zdravko Miljak Željko Nimš Radisav Pavićević Branislav Pokrajac Nebojša Popović Zdravko Rađenović Zvonimir Serdarušić Predrag Timko Zdenko Zorko |
| 6  | UngernTränare: Mihály Faludi Béla Bartalos (Honvéd Szondy SE) Ferenc Buday (Budapest Honvéd SE) Ernő Gubányi (TBSC) László Jánovszki (Budapest Spartacus SC) József Kenyeres (Budapest Honvéd SE) Zsolt Kontra (Honvéd Szondy SE) Péter Kovács (Budapest Honvéd SE) Mihály Sűvöltős (Debreceni Dózsa) István Szilágyi (FTC) István Varga (Debreceni Dózsa) Károly Vass (Elektromos SE) Gábor Verőci (Budapest Honvéd SE)Zoltán Bartalos Pál Kocsis |
| 7  | TjeckoslovakienTränare: Jiří Vícha Bohumil Cepák Jozef Dobrotka Vladimír Haber Jiří Hanzl Vladimír Jarý Jiří Kavan Jindřich Krepindl Jiří Liška Pavel Mikeš Ján Packa Jaroslav Papiernik Ivan Satrapa František ŠulcŠtefan Katušák |
| 8  | DanmarkTränare: Jørgen Gaarskjær Søren Andersen Lars Bock Anders Dahl-Nielsen Jørgen Frandsen Claus From Henrik Jacobsgaard Palle Jensen Kay Jørgensen Bent Larsen Thor Munkager Thomas Pazyj Jesper Petersen Johnny PiechnikMorten Stig Christensen |
| 9  | JapanTränare: Tomoaki Takeno Kenji Fujinaka Seimei Gamo Hiroshi Hanawa Hiroshi Honda Toyohiko Hozumi Satoshi Kikuchi Minoru Kino Kozo Matsubara Takezo Nakai Kenichi Sasaki Yoji Sato Masaaki Shibata |
| 10 | USATränare: Dennis Berkholtz Richard Abrahamson Roger Baker Peter Buehning, Jr. Randolph Dean Robert Dean Vincent DiCalogero Ezra Glantz William Johnson Patrick O'Neill Sandor Rivnyak James Rogers Kevin Serrapede Robert Sparks Harry Winkler |
| 11 | KanadaTränare: Eugen Trofin Wolfgang Blankenau Christian Chagnon François Dauphin Hugues de Roussan Pierre Désormeaux Pierre Ferdais Robert Johnson Richard Lambert Claude Lefebvre Danny Power Pierre St. Martin Stan Thorseth Luc Tousignant Claude Viens |